# 博莱斯瓦夫·普鲁斯
博莱斯瓦夫·普鲁斯（波蘭語：Bolesław Prus，波蘭語：[bɔˈlεswaf ˈprus] ⓘ)（1847年8月20日—1912年5月19日）本名亚历山大·格沃瓦茨基（Aleksander Głowacki），波兰小说家，其长篇小说具有丰富深刻的思想内容和比较完美的艺术形式，使普鲁斯成为波兰进步文学的卓越代表，也是当时欧洲最著名的批判现实主义作家之一。

## 生平

### 早年

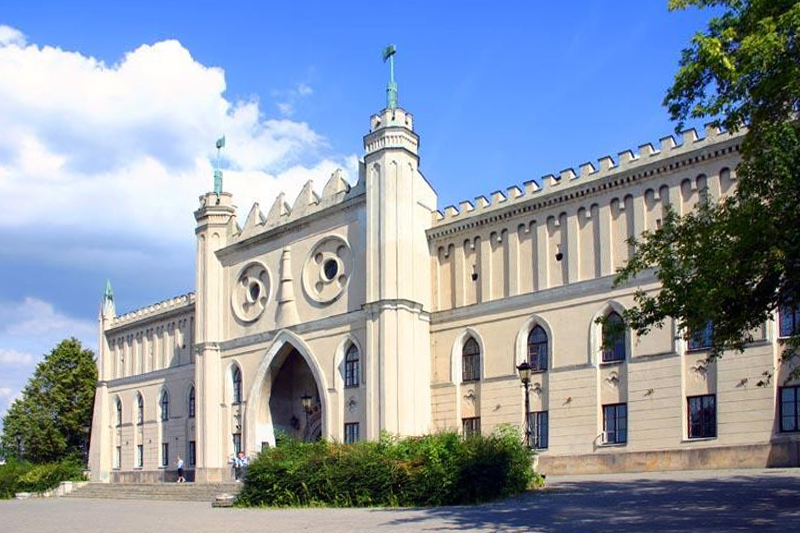
卢布林城堡，一月起义后普鲁斯被关押在此。

亚历山大·格沃瓦茨基出生于赫鲁别舒夫一个小贵族家庭，是家中的幼子。三岁时母亲去世，先后由自己的外祖母和阿姨抚养，九岁时父亲去世。格沃瓦茨基进入卢布林的初中就读，這所學校的校长约瑟夫·斯科沃多夫斯基是瑪麗·居里的外祖父，常鞭打任性的学生，格沃瓦茨基也深受其苦。
1862年他的哥哥把他带到谢德尔采之后又送到了凯尔采上学。1863年波兰一月起义爆发后不久，不满十六岁的格沃瓦茨基从学校跑出来参加了起义，反抗沙俄统治。1863年9月1日，格沃瓦茨基在谢德尔采附近的比阿瓦卡村战斗中脖子和眼睛负伤昏迷，被送进医院。这段经历有可能造成影響他一生的恐慌症和广场恐惧症，并使他后来长期反对通过武力使波兰重获独立。
五个月后格沃瓦茨基被捕，被关押在卢布林城堡。考虑到他还年轻，当局决定释放他，交给他叔叔看管。1864年5月，格沃瓦茨基被释放，到远房姨妈卡塔日娜·特伦宾斯卡家居住。1866年格沃瓦茨基从中学毕业，进入中央学校（今华沙大学）数理系学习。两年后因付不起学费辍学。

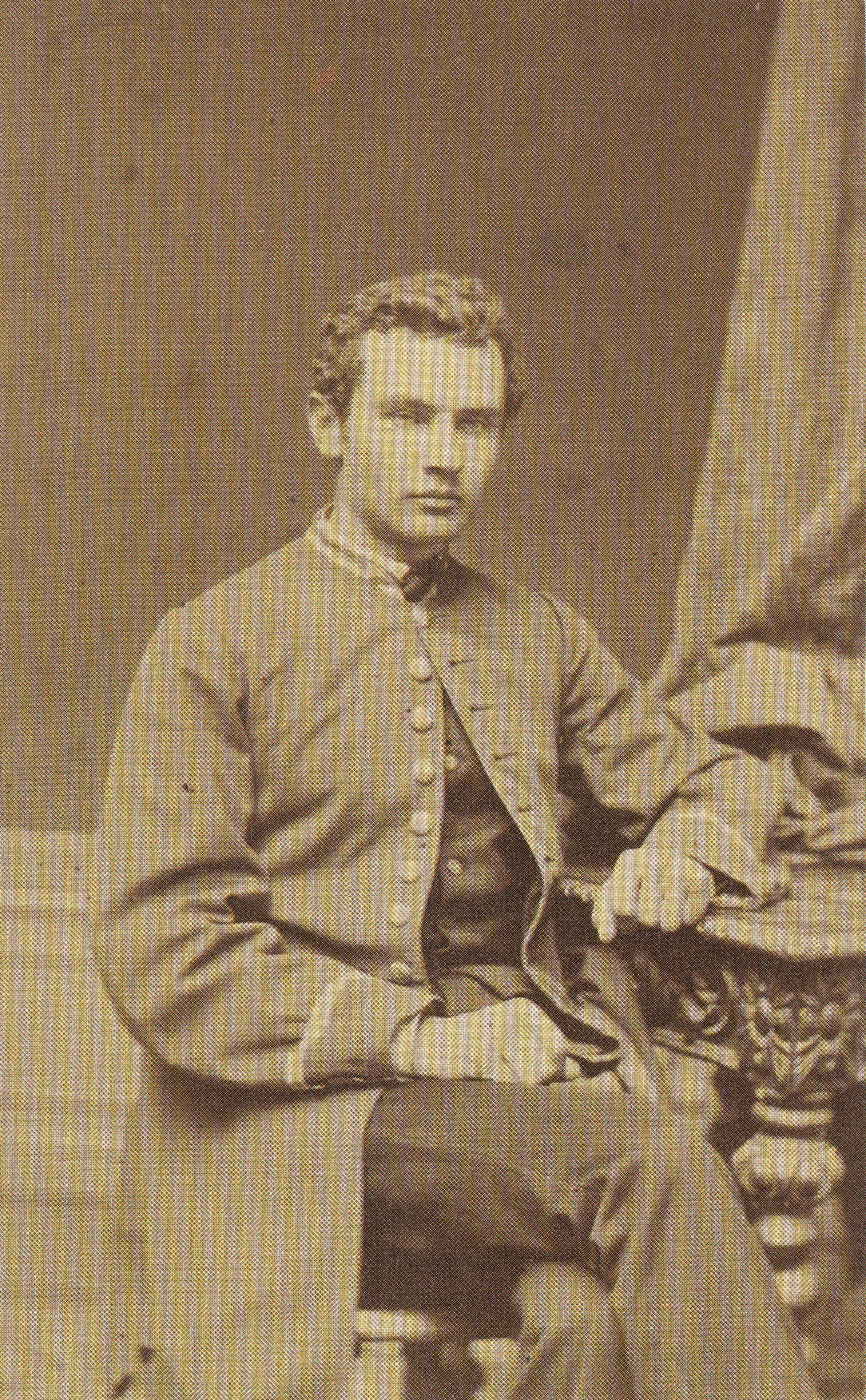
作为华沙大学学生的普鲁斯

1869年他进入刚创办的普瓦维农林学院林业系就读。童年时他曾在普瓦维住过一段时间，15年后他以普瓦维为设定写了微型小说《土地的霉菌》。将人类历史比作盲目的、无意识的霉菌菌群间的争斗。但仅三个月后，他就因为对俄语老师不够尊重而被逐出了学校。从此他靠家教等零工维持生计，同时自学，曾经翻译过约翰·斯图尔特·密尔的逻辑系统。但工作不稳定乃至失业，使他一度陷入悲观与消沉。

### 专栏作者

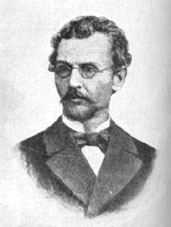
Prus

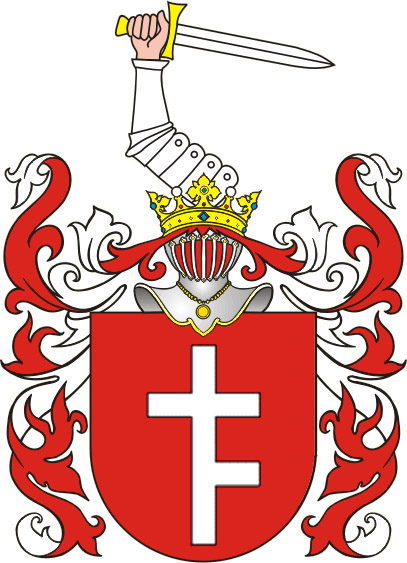
Coat-of-arms that inspired the pen-name "Bolesław Prus"

1872年正在Evans, Lilpop and Rau公司工作的格沃瓦茨基在友人的帮助下和《星期评论》、《华沙信使》等进步刊物建立联系，开始了他的专栏作者生涯。1873年他写了《宇宙的结构》和《论发现与发明》，号召普罗大众学习科学技术以发展工商业。1875年起，他开始在《华沙信使》上发表小品和政论，作为记者工作的兼职，他开始创作短篇故事，普鲁斯这个笔名来自于他家族的盾徽，而用原名发表比较严肃的作品。
作为报纸专栏作家，普鲁斯评介了约翰·斯图尔特·米尔、查尔斯·达尔文、亚历山大·贝恩、赫伯特·斯宾塞和亨利·托马斯·巴克尔等学者和科学家，敦促波兰人学习科学技术、发展工商业、鼓励建立慈善机构造福弱势群体；介绍H·G·威尔斯的作品 颂扬的人造和自然奇观，如Wieliczka Salt Mine。
他的“每周纪事”栏目保持了四十年（此后变成20卷出版）,并为20世纪波兰科学与技术的繁荣尤其是波兰数学学派奠定了基础。普鲁斯写道，“只有当我们成为有用的、不可或缺的文明元素，当我们能够免费提供任何东西，也可以免费索取任何东西时，我们的国家才能获得正式的地位。”。 科学技术的社会重要性在他的小说中也作为一个主题反复出现，比如《傀儡》和《法老》中。在同时代的思想家中，赫伯特·斯宾塞以其“适者生存”观点，对普鲁斯和其它波兰进步主义作家影响最大。普鲁斯称其为19世纪的亚里士多德，写到"我在斯宾塞的进化论哲学的影响下成长，听取他的建议，而非理想主义或孔德哲学" 《土地的霉菌》和《法老》的序言都体现出斯宾塞对普鲁斯的影响。
普鲁斯成为专栏作者之后，经济状况得以稳定。1875年1月14日他和远房表妹Oktawia Trembińska结婚。她是Katarzyna Trembińska的女儿，普鲁斯曾在姨妈家住过两年。他们收养了早亡的小叔的孩子埃米尔·特伦宾斯基。普鲁斯以对孩子的喜爱而闻名，他对Jan Sacewicz产生浓厚的兴趣。Jan成为普鲁斯的主要 受遗赠者之一和工程师，并在1944年8月至10月华沙起义被镇压后死于德国集中营。
发生于1878年的一件事说明了报纸专栏的敏感读者可能会产生强烈的感受。普鲁斯在一场关于诗人Wincenty Pol的讲座中批评了华沙大学一些学生的粗暴行为。学生们要求普鲁斯收回他所写的内容，普鲁斯拒绝了。1878年3月26日，几名大学生在普鲁斯家外面包围了他，其中一名学生Jan Sawicki打了Prus一耳光警方赶到现场，但普鲁斯拒绝提出指控。。十七年后，正在访问巴黎的普鲁斯对这件事仍保留着痛苦的记忆，以至于他可能拒绝（说法不一）会见他的一名袭击者Kazimierz Dłuski和他的妻子Bronisława Dłuska（[ [玛丽·斯克沃多夫斯卡·居里]] 的姐姐）。
1882年，在波兰进步主义的先知亚历山大·希维托霍夫斯基的推荐下，普鲁斯接替了《新闻》的主编。该报于1882年6月被金融家Stanisław Kronenberg收购。普鲁斯决心使其成为“社会事实的观察站”——一种促进国家发展的工具。然而不到一年后，《新闻》即因资金不足倒闭。普鲁斯重新开始写作专栏。 1884年，在莱特兄弟起飞前20年发表的一篇报纸专栏文章中，普鲁斯认为动力飞行不会使人类更接近普遍和谐相处：「飞行生物中是否只有鸽子，没有鹰？明天的飞行器是否只会服从诚实的人？和聪明人，而不是傻瓜和流氓？...... 预期的社会变化可能会归结为一种新的追逐和战斗形式，在这种形式中，被高处征服的人将倒下并砸碎下面和平者的头骨。」
在1909年1月的专栏中，普鲁斯讨论了 H·G·威尔斯的书《预期》和威尔斯对2000年人类发展的预测。即在德国帝国主义“在陆地和海上”战败之后，到2000年，将会有一个欧盟向东延伸到包括西斯拉夫人——波兰、捷克和斯洛伐克。后者连同匈牙利和其他六个国家，实际上确实在2004年加入了欧盟。

### 小说家

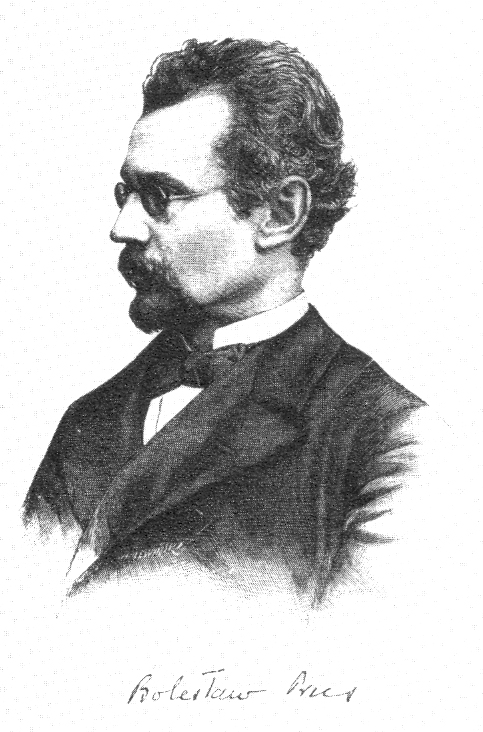
Prus, by Holewiński. Frontispiece to first book edition of The Doll, 1890.

普鲁斯接纳了法国评论家Hippolyte Taine的艺术概念，认为文学是科学之外研究现实的另一条道路创作了大量的中短篇小说，收到读者的欢迎。他的作品受到波兰小说家Józef Ignacy Kraszewski、以及狄更斯和马克·吐温的影响。普鲁斯的中短篇小说的特征是他对日常生活的敏锐观察和幽默感，他早年作为幽默杂志的撰稿人磨练了这一点。
这种以日常生活为主题与波兰进步主义艺术思想相一致，他们试图描绘民众的情况，而不是像之前的文学那样描绘浪漫英雄。与浪漫主义常采用诗歌形式相比，普鲁斯采取散文的形式，但也是一种散文诗。他的故事也经常包含幻想或奇思妙想的元素。
普鲁斯长期以来一直回避写作历史小说，认为它必然会歪曲历史。他批评当代历史小说主义者在历史准确性方面的失误，包括亨利克·显凯维奇。后者在他描绘17世纪的波兰历史的“三部曲”中，失败地描述战争的后勤。直到1888年，普鲁斯四十岁时才写出了他的第一部历史小说，令人惊叹的短篇小说《古埃及传奇》。几年后，这个故事成为他唯一一部历史小说“《法老》”（1895年）的初步草图。
最终普鲁斯完成了四部长篇小说，正如他在1884年的一封信中所说的对“我们这个时代的重大问题”创作了四篇小说： 关于波兰农民的《前哨》，关于贵族、市民和努力实现社会改革的理想主义者的《傀儡》，关于的女权主义者的《新女性》；和他唯一的历史小说，关于政治权力机制的《法老》。影响力最大、最具有普遍吸引力的作品是《法老》。 普鲁斯的小说和他的故事一样，最初发表在《连载》报上。。他的作品受到维克多·雨果、居斯塔夫·福楼拜、阿尔丰斯·都德和埃米尔·左拉的影响。
1882-1884年，普鲁斯参加了华沙慈善事业协会，担任抚养孤儿的工作。从1884到1895年，因短篇创作收到作者欢迎的普鲁斯完成了四部长篇小说：《前哨》、《玩偶》、《新女性》和《法老》
1895年5月16日，普鲁斯启程，短期访问了德国、法国和瑞士。在Rapperswil，他居住了两个月，治疗他的恐惧症。和他的朋友热罗姆斯基夫妇交流，关于波兰国家博物馆的事务。普鲁斯旅程的最后一站是巴黎，他因为恐惧症不敢穿过塞纳河游览左岸,但他开心地发现自己在《傀儡》中根据法国出版物对巴黎进行描写比较真实。 回国后他到Nałęczów疗养，以公益性的社会活动为主。

### 晚年

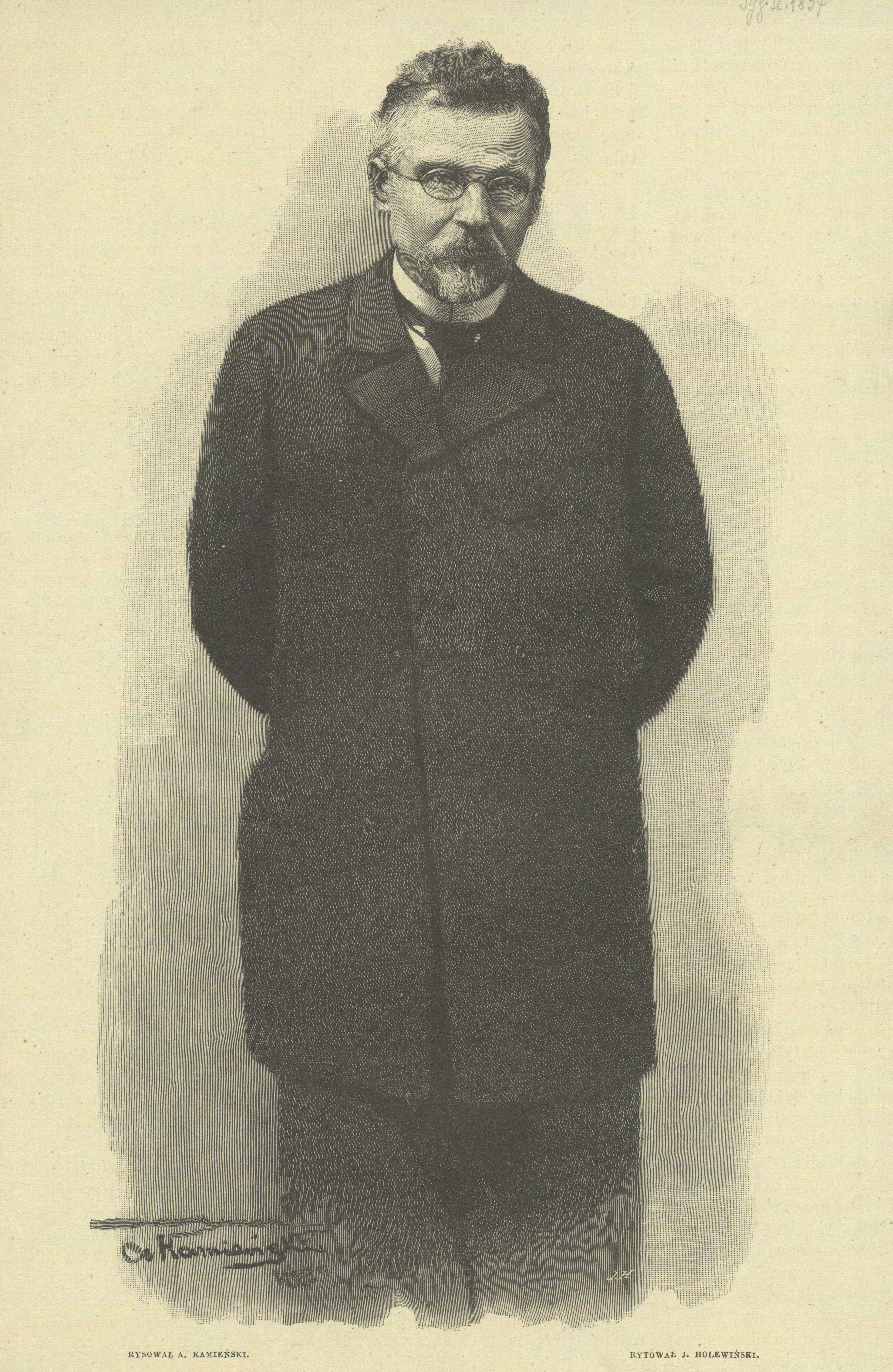
Portrait by Antoni Kamieński, 1897, celebrating Prus's 25 years as journalist and fiction writer

普鲁斯一直积极支持慈善和社会活动，但有一件事让他自己觉得懊悔，也引起了社会的广泛批评：他参加了1897年尼古拉二世访问华沙的欢迎。原则上，普鲁斯不属于任何政党，因为这会影响他记者身份的客观。
一月起义的惨剧让普鲁斯觉得，社会应该通过学习、工作和商业来发展，而非通过危险的社会反抗。但到了1905年，俄国在日俄战争中惨败，民众要求自治和改革时，他改变了自己的观点。1905年12月20日，在《青年人》的创刊号上，他以亚当·密茨凯维奇用过的同样标题《青年颂歌》，表明自己之前的观点错了。
1902 年，华沙《每日信使》的编辑认为，如果普鲁斯的著作在国外广为人知，他应该获得最近创建的诺贝尔奖。1908年起，普鲁斯开始连载自己的小说《孩子们》，描绘当时年轻的革命者和无政府主义者。1911年起开始写《改变》，但评论者如Czesław Miłosz认为这两本小说并非成功的作品。
1912年5月19日，普鲁斯在华沙Triple Cross Square自己的寓所去世数千人参加了在华沙圣亚历山大教堂举办的葬礼，他被葬于Powązki Cemetery.普鲁斯的遗孀, Oktawia Głowacka, 于1936年10月25日去世。

## 身后

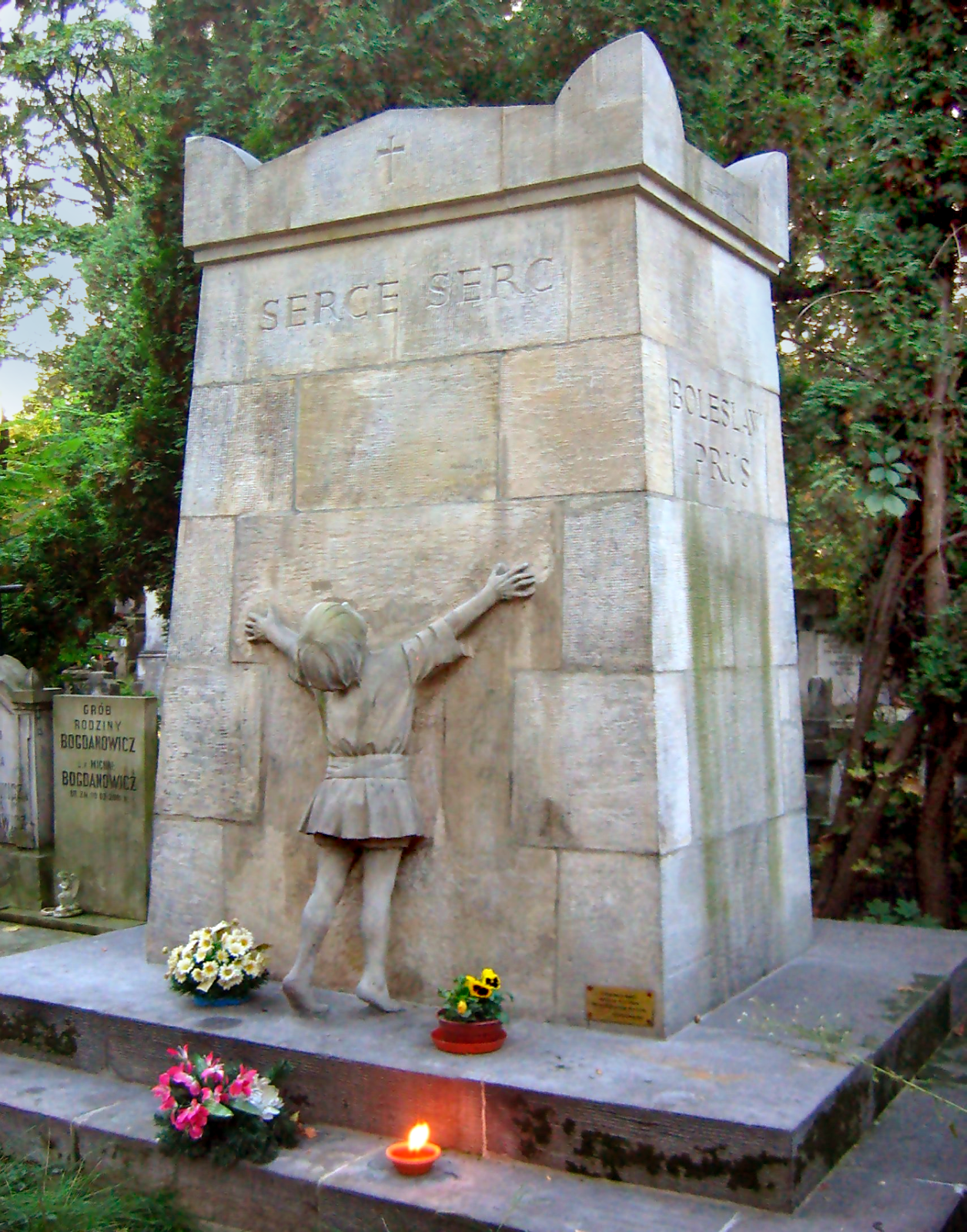
Prus's tomb at Warsaw's Powązki Cemetery, designed by his nephew, Stanisław Jackowski

普鲁斯的墓碑由他的侄子，著名雕塑家斯坦尼斯劳·杰科夫斯基设计。墓碑三面分别写着小说家的名字、生卒时间和笔名，另一面刻着墓志铭“Serce Serc” (“众心之心”),借用了雪莱墓上的拉丁文“Cor Cordium”。在墓志铭下方，是一位拥抱墓碑的小姑娘，象征着普鲁斯一生对孩子的关怀和喜爱。
1961年12月3日普鲁斯博物馆位于卢布林的Nałęczów附近的，18世纪建成的Małachowski Palace开幕。建筑外面有一座普鲁斯的坐像。1966年5月8日，另一座普鲁斯的塑像在Nałęczów揭幕从1882年起，普鲁斯每年都到这里度假，并在这里认识了年轻作家斯捷潘·热罗姆斯基。1892年普鲁斯参加了热罗姆斯基的婚礼，并帮助年轻作者的文学事业
1897 年至 1899 年间，普鲁斯在《每日信使》连载最普遍的生活理想将他在职业生涯中发展起来的关于“幸福”、“效用”和“完美”的伦理思想系统化个人和社会的生活。。</ ref> 在其中，他重燃十五年前在他担任“Nowiny”编辑期间受挫的对社会组织的兴趣。 1901年出现了书籍版本。这项工作植根于杰里米·边沁的功利主义哲学和赫伯特·斯宾塞的社会作为有机体的观点，保持了对哲学 和 社会科学的关注。
普鲁斯的另一个项目在他去世时仍未完成。在他的写作生涯中，他一直寻求发展一种自洽的文学创作理论。他试图将1886年到1912年的笔记编纂成书，但未能完成。
1890年，普鲁斯写道：“当我刚开始写作时……我的作品是一些随意观察的集合，毫无疑问是在我读过的背景下拼凑起来的。每个初学者都这样做。可以肯定的是，这种作品对我来说一种极大的屈辱。[...] 然后我开始询问年长的作家，他们告诉我“小说写作的艺术没有规则，也不可能有任何规则。”陷入绝望的我开始尝试为自己解决这个问题：“文学艺术可以简化为一般规则吗？”经过几年的观察和思考，我开始明白了这件事，早在1886年8月我就写下了我的第一个笔记[……]，上帝保佑，我希望发表文学艺术的科学理论。我希望它会包含一些相当新的东西。”}}他的戒律包括格言“名词、名词和更多名词。”一些特别有趣的片段描述了普鲁斯试图通过组合计算人类性格的数百万潜在“个体类型”，和给定数量的“个体特质。"

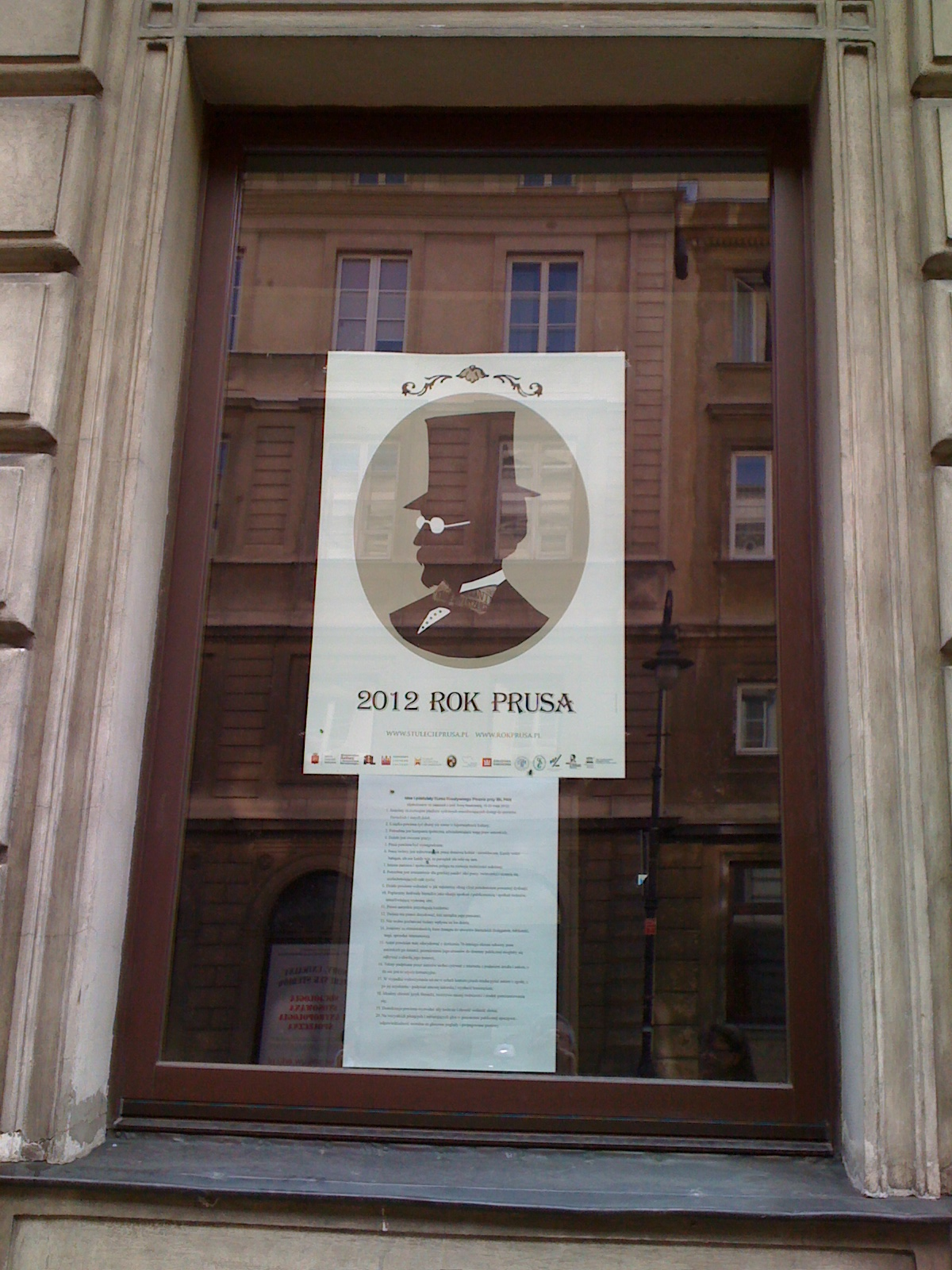
"2012: Year of Prus": poster commemorating 100th anniversary of Prus's death, in a window of the Polish Academy of Sciences, Krakowskie Przedmieście, Warsaw, 2012

无论波兰是什么政治制度，普鲁斯对波兰文学和文化的贡献一直被铭记着。 1897年，他的50岁生日被特刊特刊庆祝，以庆祝他作为记者和小说作家25周年，艺术家 Antoni Kamieński委托他为他画了一幅肖像。
普鲁斯出生的小镇Hrubieszów，有一座他的户外雕塑。华沙大学行政大楼上有一块设立于1982的年牌匾，纪念普鲁斯1866-68年在此处就读。在圣十字教堂有一块1936 年由普鲁斯的侄子Stanisław Jackowski制作的牌匾，上面刻有普鲁斯的个人资料，献给“伟大的作家和民族的老师”。
布里斯托尔饭店附近的公园里，在普鲁斯为其撰稿的报纸的站点附近，矗立着一尊两倍真人大小的普鲁斯雕像，由 Anna Kamieńska-Łapińska 于 1977 年雕刻。与普鲁斯对商业和技术的兴趣相一致，波兰远洋航线货轮以他的名字命名。从 1975 年到 1984 年，波兰人用10-złoty 硬币，上面印有他的个人资料来纪念普鲁斯。2012 年为纪念他逝世 100 周年，波兰造币厂生产了三枚设计各异的硬币：分别用金、银和铝锌合金制造。

## 主要作品

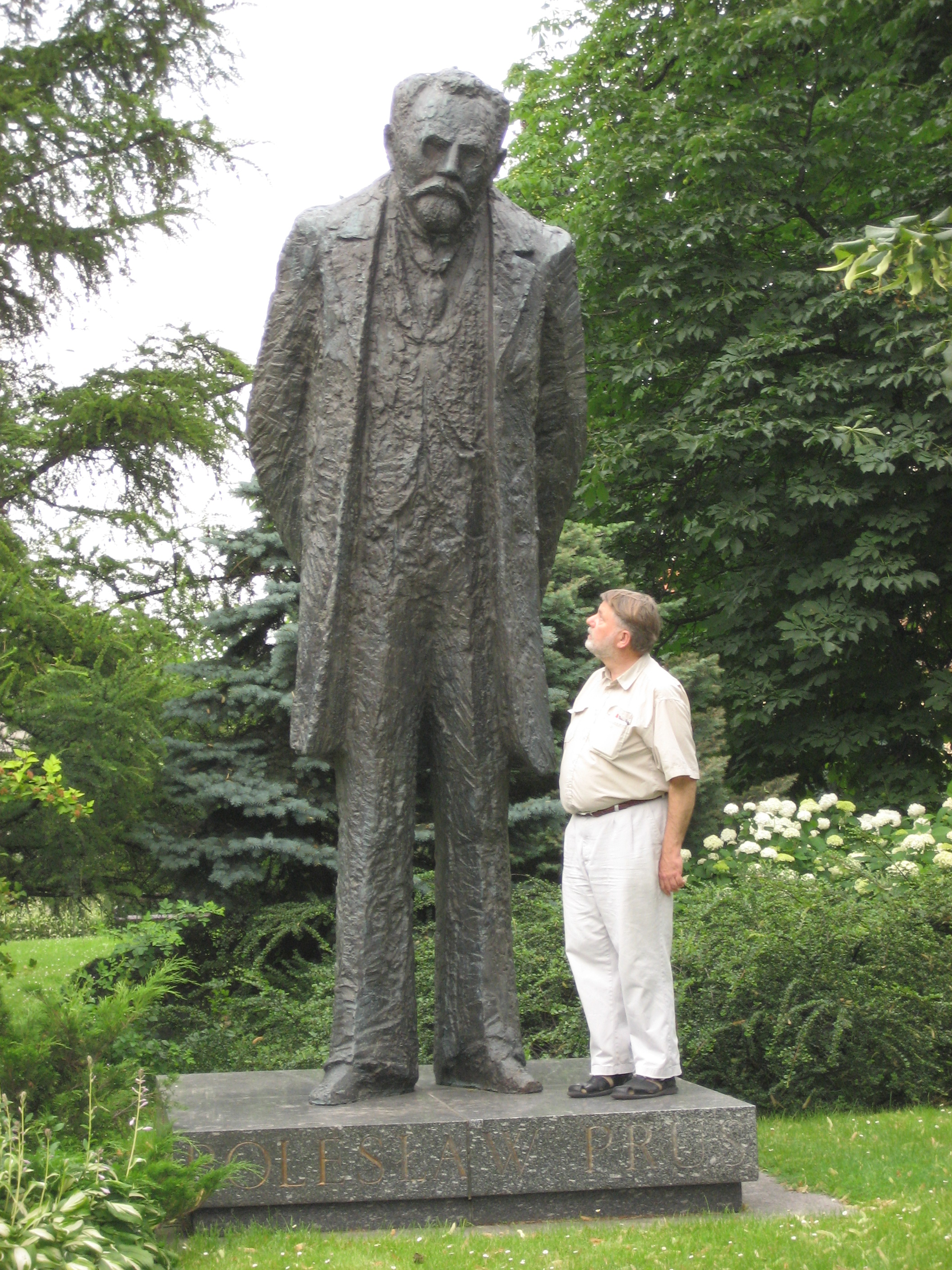
Over twice-lifesize Prus statue on Warsaw's Krakowskie Przedmieście

### 长篇小说
- 《前哨》（1885）主人公斯利马克家道殷实，一方面出于对土地的热爱，坚决和德国殖民者斗争；另一方面，他的因循守旧、等级观念和对长工的残酷无情也表现得很突出。

- 《傀儡》（1887-1889）被视作普鲁斯的代表作。小说围绕曾是满怀热情的革命青年的伏库尔斯基向上爬，进而追求庸俗堕落的贵族小姐伊莎贝拉，最终失败和他与华沙各阶层人物之间的复杂关系展开，生动地反映了一月起义后，波兰商业资本主义发展的情况。此外通过另一个主要人物烙饼惹契茨基的日记，反映了波兰人民反抗斗争的情况。普鲁斯的小说《傀儡》以其丰富的现实细节和简单实用的语言，被米沃什认为是伟大的波兰小说。[1]1937年华沙的“Krakowskie Przedmieście”的“4”和“7”号安装了牌匾，那里是《傀儡》的主要人物沃库尔斯基和热契茨基在小说中居住的地方。[50]到如今《傀儡》已被翻译成二十八种语言。《傀儡》已经多次拍摄成电影[51] 并于 1977 年制作为 电视迷你剧。

- 《新女性》（1890-1893）通过两个热心农村教育事业的女性的悲惨遭遇，指出当时宣扬的教育救国的口号只是空谈。虽然普鲁斯拥护实证主义和现实主义的观点，但他的小说中的许多内容都显示出与一月起义之前的波兰浪漫文学相容的品质。他对波兰浪漫主义诗人亚当·密茨凯维奇有高度评价。[52] 约瑟夫·康拉德在他1914年期间在 第一次世界大战 爆发时访问波兰，“为他心爱的普鲁斯感到高兴”，并阅读了这位年长十岁、最近已故的作家的一切。他宣称《新女性》比狄更斯的小说更好——狄更斯是康拉德最喜欢的作者。[53]米沃什认为《新女性》“从整体上看，是艺术上的失败”[1] Zygmunt Szweykowski 同样指责《新女性》松散的切线结构；但在他看来，这在一定程度上被普鲁斯的幽默和一些精彩的情节所弥补，而“拉特夫人的悲剧和[伊克西诺夫镇]的场景是波兰小说创作的巅峰成就之一”。 [54]

- 《法老》（1895）取材自三千年前的古埃及的二十王朝和新王国，描写了埃及国内外复杂的民族和阶级矛盾，揭露了祭司贵族集团的腐朽没落，反映了奴隶农民遭受的剥削和压迫，歌颂他们的反抗斗争。反映了波兰自从1795年失去主权以来的百年经历。[55]《法老》和《傀儡》以其创新的构图技巧为20世纪的波兰小说开辟了道路。[56] 这部小说是苏联领导人约瑟夫·斯大林最喜欢的小说。[31]经常被描述为普鲁斯的小说中结构最好的[57]事实上也是“所有波兰小说中结构最好的之一。”[58]这部分是因为“法老”在连载之前已经完成了，而不是像普鲁斯早期小说那样在印刷前分期完成。[59]《法老》已被翻译成二十种语言，1966年《法老》被改编成 1966 年故事片。[60]

- 《孩子们》
- 《改变》

### 中短篇小说
- 《孤儿的命运》（1876）
- 《米哈尔科》（1880）
- 《回浪》（1880）第一次在波兰文学中反映了工业无产阶级的觉醒和斗争。
- 《改邪归正的人》（1881）
- 《一件背心》（1882）